# بازدم (ترانه سابرینا کارپنتر)
«بازدم» (انگلیسی: Exhale) ترانه‌ای از خواننده آمریکایی، سابرینا کارپنتر از چهارمین آلبوم استودیویی او به نام منحصربه‌فرد: پرده دوم (۲۰۱۹) است و در ۳ مه ۲۰۱۹ به عنوان دومین تک‌آهنگ این آلبوم منتشر شد. کارپنتر قبل از انتشار رسمی، این ترانه را به عنوان یک قطعهٔ اجرای اضافه در تور منحصربه‌فرد اجرا کرده بود.